# Róitegui
Róitegui en espagnol ou Erroitegi en basque est un village ou commune faisant partie de la municipalité d'Arraia-Maeztu dans la province d'Alava dans la Communauté autonome basque.
Il ne restait en 2007 que 28 habitants.

## Histoire
Au fil des années, Erroitegi a été connu sous différents noms: Rociegui en 1257, Reoteguy en 1464, Erroitigui au XVIe siècle, Arroztegui en 1602, Roytegui en 1750, puis Roiti.
Elle a été une ville importante en raison de son emplacement car traversée par plusieurs routes et chemins, par des personnes de passage dans les zones frontalières de la province.
C'était la Seigneurie de Gaona, Ayala, Salvatierra et, enfin, de Porcel, marquis de Villa Alegre.